# Сака (Молдова)
Сака (рум. Saca) — село у Страшенському районі Молдови. Входить до складу комуни, адміністративним центром якої є село Гелеуза.

## Географія
Село в комуні розташоване за 47,198497 північної широти та 28,609497 східної довготи. Село має площу близько 0,35 квадратних кілометрів, периметр 3,71 км.
Село розташоване на висоті 156 метрів над рівнем моря.

## Населення
За даними перепису населення 2004 року у селі проживали 470 осіб.
Національний склад населення села:
| Національність | Кількість осіб | Відсоток |
| -------------- | -------------- | -------- |
| молдавани      | 468            | 99,6%    |
| росіяни        | 1              | 0,2%     |
| болгари        | 1              | 0,2%     |
| Всього         | 470            | 100%     |

## Цікаві факти
2015 року в селі майже повністю згорів будинок культури  .